# Multiverktyg

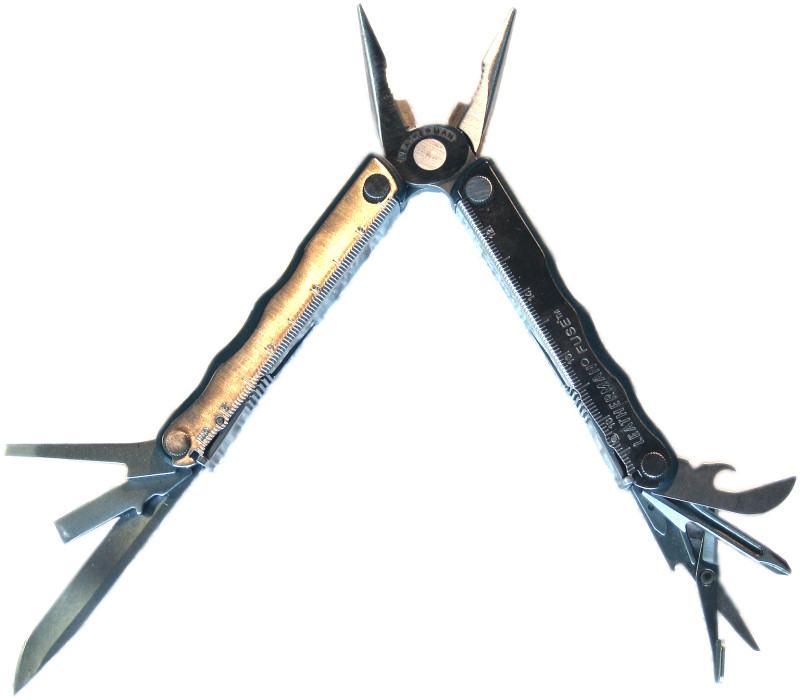
Leatherman multiverktyg

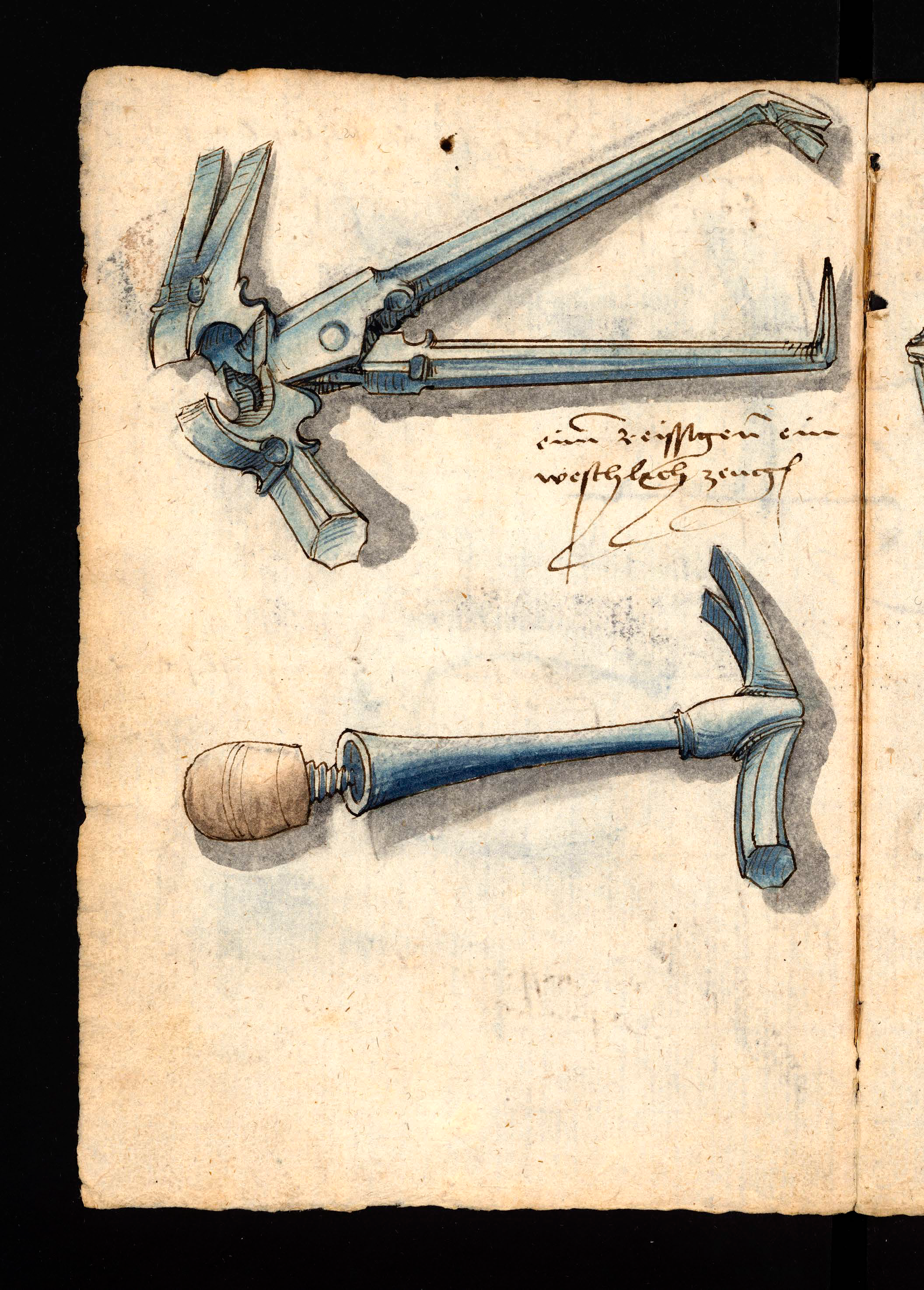
Två multiverktyg från Codex Löffelholz, Nürnberg 1505

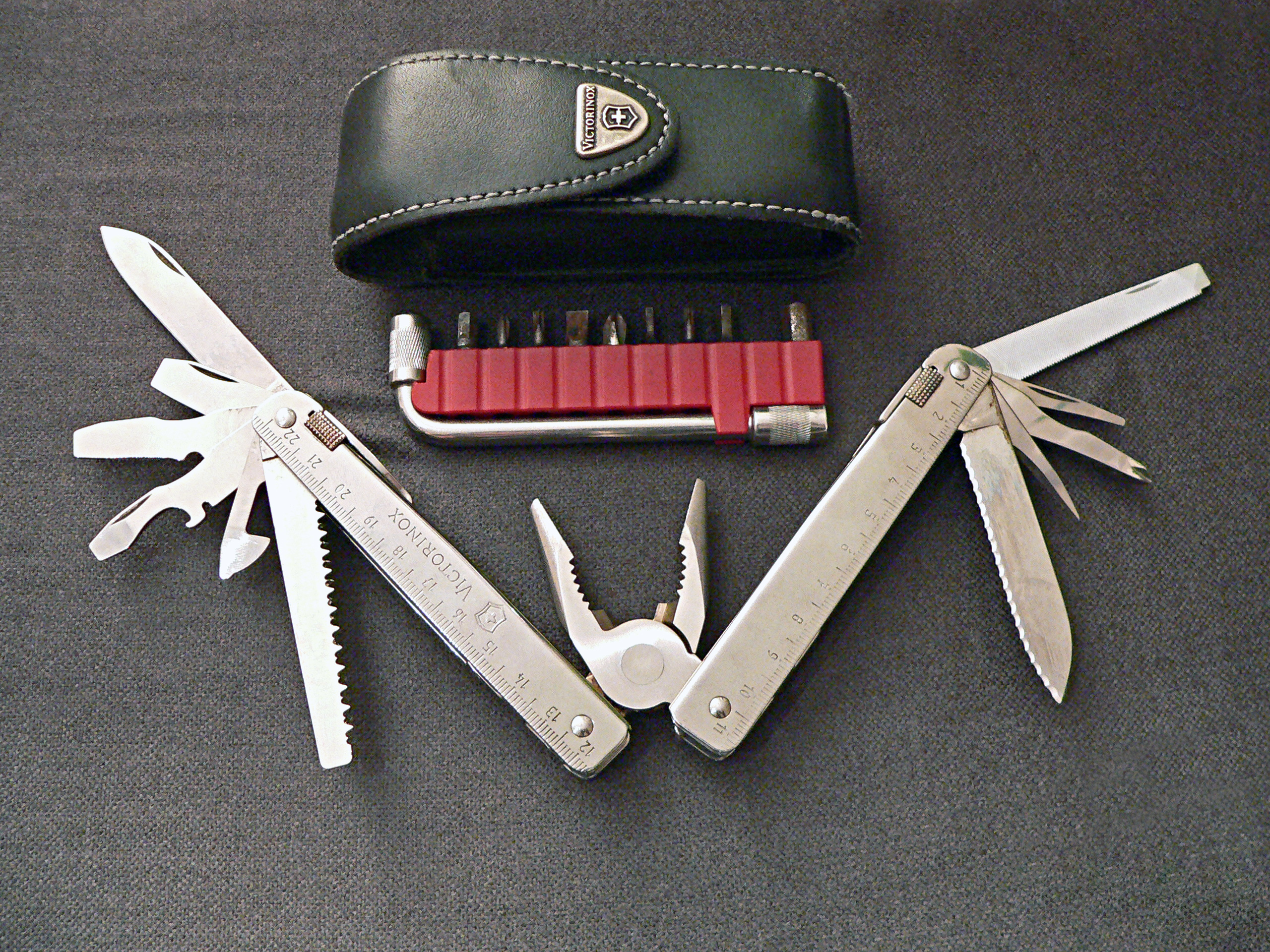
Victorinox multiverktyg

Ett multiverktyg är ett litet handhållet verktyg som kombinerar flera hopfällda enskilda verktyg i ett handtag. En känd variant av den är den schweiziska armékniven, utvecklad under 1800-talet.

## Historia
Multiverktyget är tillräckligt litet för att få plats i fickan eller i plånboken. Till många modeller ingår ett litet fodral som man kan ha i bältet. Ett mycket gammalt multiverktyg från mitten av romartiden skapades på 200-talet f.Kr.
Det kan ha varit avsett att äta med. Det innehåller en tredelad gaffel, spatel, tandpetare, syl, och en kniv.
Bland de tidigaste moderna exemplaren är den berömda schweiziska armékniven som tillhandahålls av tillverkarna Victorinox och Wenger. Den aktuella modellen som skickas till den schweiziska armén innehåller ett knivblad, en brotsch, en kapsylöppnare, en kabelskalare och en konservöppnare. Förutom Victorinox och Wenger, så finns det andra tillverkare av denna typ som ingår i Buck knivar och Spyderco.
Andra versioner kan innehålla verktyg som nagelfil, pincett, sax, tandpetare, förstoringsglas, skruvmejsel, bits och annat. Det finns även versioner som har speciella verktyg till speciella sporter eller utomhusaktiviteter som golf, ridning, jakt och fiske. 
En annan välkänd typ är baserad på en kraftig hopfällbar tång, vanligtvis med avbitare, och ett fällbart knivblad samt andra hopfällbara verktyg. Den mest kända produkten av detta slag är det Leatherman-verktyg vars namn har blivit synonymt med multiverktyg.
Andra tillverkare inkluderar Coleman, Gerber Legendary Blades, Kershaw Knives, Schrade, SOG Kniv och återigen Victorinox med Swisstool-serien.
Många omärkta typer tillverkas i låglöneländer (till exempel Kina) men även kopior av märkesfabrikat.
Modeller som Wenger SwissGrip, Wenger Pocketgrip, Al Mar 4x4, SOG ToolClip och CRKT Zilla-Tool är snarlika äldre multiverktyg, som var föregångare till Leatherman. Pocketgrip till exempel, är i grunden en schweizisk armékniv med inbyggd tång, som kan fällas in när den inte används.

## Oscillerande elverktyg
Multiverktyg är ett vanligt namn på en rad oscillerande eller roterande elektriska verktyg som drivs med batteri eller är nätanslutna. Namnet refererar till de många olika funktioner dessa verktyg har, med de olika tillbehör som finns. För oscillerande verktyg finns tillbehör för att såga, klippa, skrapa, raspa, slipa, putsa och polera. 
Tillbehören fästes på maskinen med en mekanism som tillåter det att snabbt rotera fram och tillbaka (oscillera). Detta skapar friktion med putstillbehöret eller en snabb skärrörelse med såg- och sliptillbehören.
Den lilla oscillerande rörelsen tillåter en exakt kontroll av verktyget och det hugger inte som ett roterande verktyg kan göra. Oscillationen skapar en ökande friktion längre bort från mitten av verktyget, på grund av att slaglängden ökar med avståndet från centrum. Den ökande friktionen är speciellt tydlig när den används med tillbehör som det trekantiga sandpappret och polerskivan, som tillåter maskinen att nå in i hörn och andra begränsade ytor, vilket är ett unikt särdrag för denna typ av elverktyg. 
Tillbehöret för sågning fungerar på samma sätt. Den oscillerande klingan matar inte ut spån lika bra som en roterande klinga, så det är nödvändigt att röra bladet fram och tillbaka för att få bort sågdammet och rensa bladet. 
Förbättringar inom batteriteknik som litium-jon har bidragit till att verktyget kan vara litet i storlek och vikt, och ändå vara tillräckligt bra för att konkurrera med likvärdiga nätanslutna verktyg, men befria användaren från kablar.

## Roterande elverktyg
I Sverige kallas även roterande elektriska hobbyverktyg för multiverktyg. För roterande verktyg finns tillbehör för att borra, slipa, skärpa, skära, såga, rengöra, polera, putsa, fräsa, raspa och gravera.
Till skillnad från vanliga elverktyg där vridmoment är den viktigaste egenskapen för bearbetning använder det roterande hobbyverktyget rotationshastighet för att nå samma effekt. Maskinen är försed med en chuck av något slag för att kunna hålla fast det egentliga verktyget, till exempel en borr eller en slipskiva fäst på en axel. Vanligen kan bearbetningshastigeheten regleras i ett stort spann, upp till 3000–37000 varv/min.
Ett varumärkesord för denna typ av verktyg är Dremel.